# PGC 72097
LEDA/PGC 72097 ist eine Balken-Spiralgalaxie vom Hubble-Typ SBd im Sternbild Aquarius auf der Ekliptik. Sie ist schätzungsweise 90 Millionen Lichtjahre von der Milchstraße entfernt. Gemeinsam mit vier weiteren Galaxien gilt sie als Mitglied der NGC 7727-Gruppe (LGG 480). 
Im selben Himmelsareal befinden sich u. a. die Galaxien NGC 7723 und NGC 7724.